# 拉梅德河
51°17′15.95″N 7°40′42.72″E / 51.2877639°N 7.6785333°E

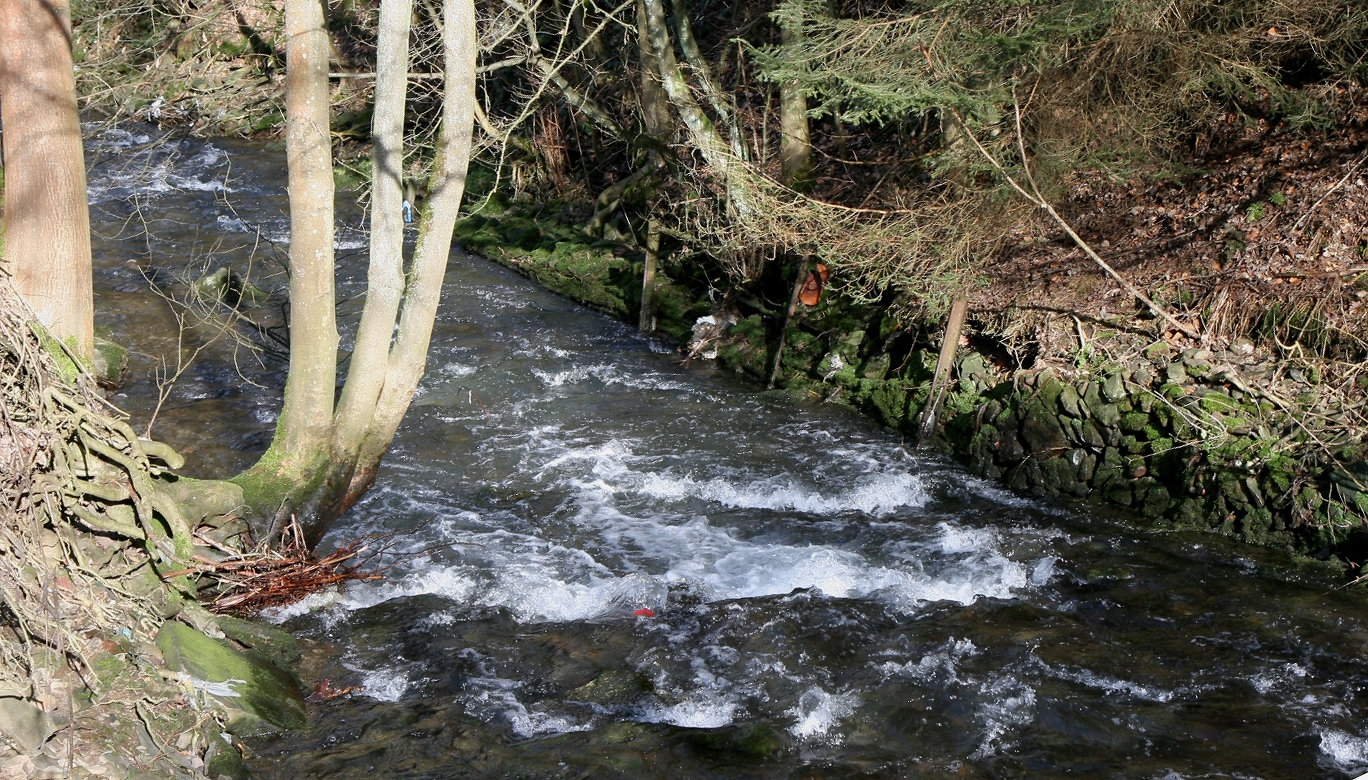

拉梅德河（德語：Rahmede），是德國的河流，位於該國西部，流經北萊茵-威斯特法倫州，屬於萊內河的支流，河道全長11.7公里，流域面積29.9平方公里，發源自呂登沙伊德。